# Nematostoma hoehnelii
Nematostoma hoehnelii är en svampart som först beskrevs av Rehm, och fick sitt nu gällande namn av Rossman 1987. Nematostoma hoehnelii ingår i släktet Nematostoma och familjen Pseudoperisporiaceae.   Inga underarter finns listade i Catalogue of Life.